# Лагодехи (национальный заповедник)
Лагодехи — название двух природоохранных зон в Грузии, на территории Кахетии: национального заповедника (груз. ლაგოდეხის სახელმწიფო ნაკრძალი) и заказника (груз. ლაგოდეხის აღკვეთილი). Их разделение произошло в 2003 году и связано с различиями в доступе на территорию посетителей. До этого Лагодехи являлся единым заповедником, образованным в 1912 году Императорским русским географическим обществом, являясь, таким образом, первой природоохранной зоной на территории Грузии.

## Расположение и география

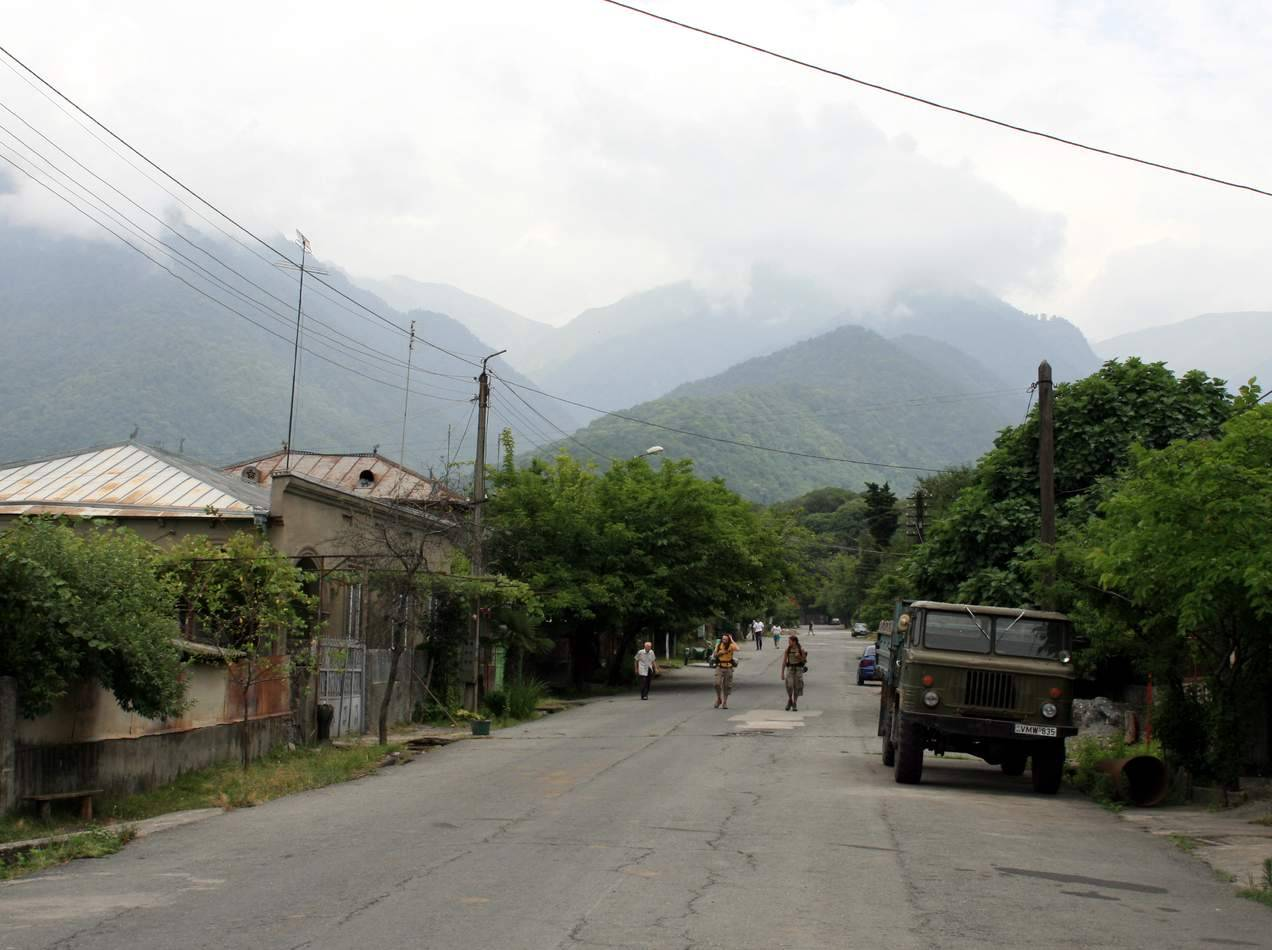
Улица в городе Лагодехи, ведущая в направлении заповедника

Природоохранные территории расположены в северо-восточной Грузии, на южных склонах Кавказа. Они граничат с Азербайджаном и Дагестаном. Площадь национального заповедника составляет 19 749 гектаров, а заказника — 4702 гектара. Перепад высот составляет от 590 до 3500 метров над уровнем моря, горные склоны прорезают несколько ущелий. Крупнейшими реками, протекающими по территории природоохранных зон, являются Ниносхеви, Шромисхеви, Лагодехисцкали и Мацимисцкали; на высотах располагаются ледниковые озёра, крупнейшее из которых — Хала-Хель глубиной 14 метров, расположенное на границе с Дагестаном. На территории заповедника имеются серные источники.
Доступ на территорию национального заповедника разрешён только в исследовательских целях; территория заказника оборудована для пешего туризма и располагает пятью маршрутами: к водопаду Рачо, к водопаду «ущелье Нино», к замку XI века Мачи, к озеру Хала-Хель и так называемой «тропой природоведения». Соглашение между Азербайджаном и Грузией позволяет пешим туристам посещать заказник, свободно пересекая государственную границу.

## Флора и фауна

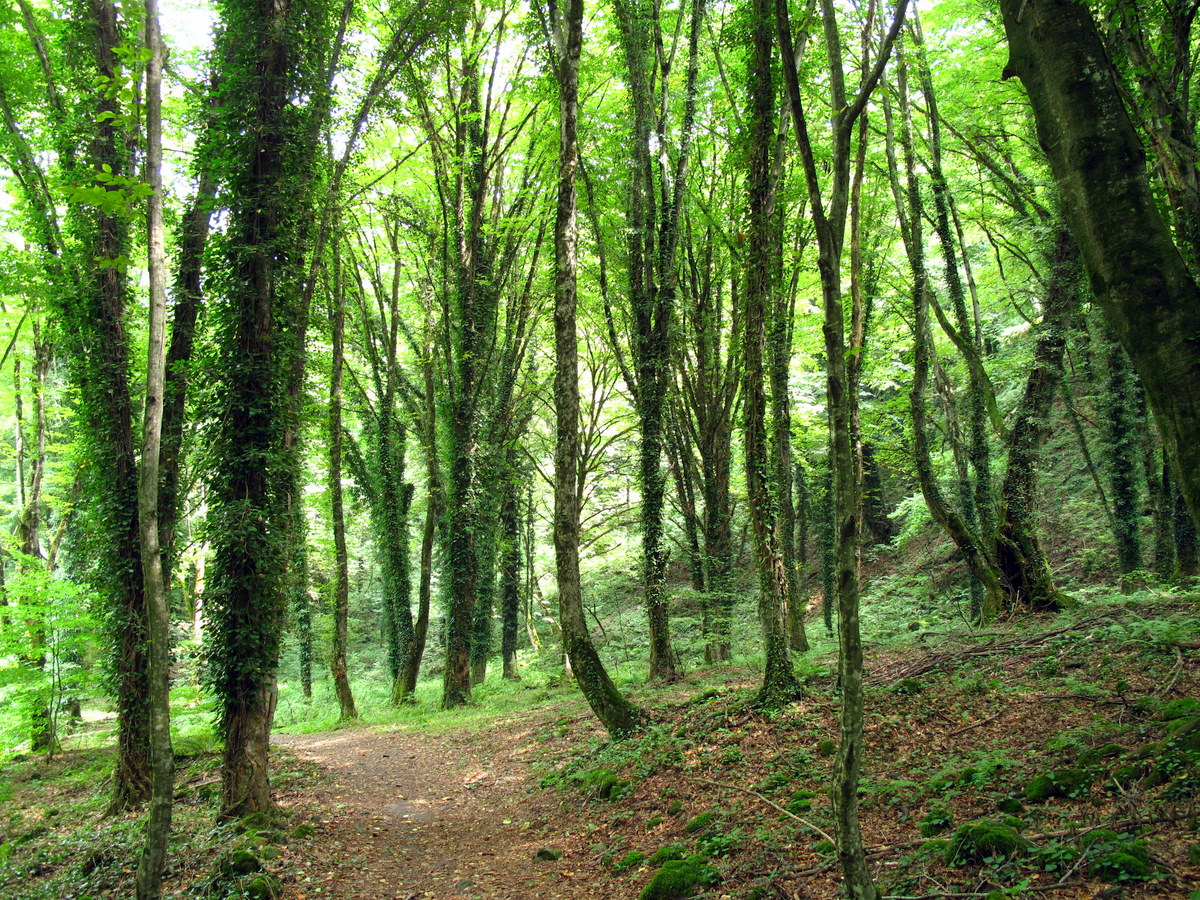
Грабово-буковый лес

Основными биомами Лагодехи являются широколиственные леса и горная тундра. Около 70 % охраняемой территории покрыто лесом; основными произрастающими видами являются бук восточный (Fāgus orientālis), граб обыкновенный (Carpinus betulus) и разные виды клёна (Acer). Лагодехи также известен животным разнообразием и раньше был местом охоты. Заповедник является одним из основных мест обитания восточнокавказского тура (Capra cylindricornis), ещё в нём встречаются серна (Rupicapra rupicapra) и благородный олень (Cervus elaphus). Из хищников здесь обитают обыкновенная рысь (Lynx lynx), волк (Canis lupus), бурый медведь (Ursus arctos), а из хищных птиц — бородач (Gypaetus barbatus), могильник (Aquila heliaca), беркут (Aquila chrysaetos) и степной орёл (Aquila nipalensis). Всего в природоохранных зонах отмечено 150 видов птиц, 53 вида млекопитающих, 5 видов амфибий, 12 видов рептилий и 4 вида рыб; 26 видов растений и более 40 видов животных включены в Красную книгу Грузии как редкие и находящиеся под угрозой исчезновения.
Также в Лагодехи обитает инвазивный енот-полоскун (Procyon lotor).